# Star Trek: Voyager Elite Force
Star Trek: Voyager Elite Force — шутер от первого лица от Raven Software, выпущенный в продажу Activision 15 сентября 2000. Действие происходит во вселенной «Звёздного пути». Игра была так хорошо воспринята публикой, что было выпущено дополнение и продолжение, «Star Trek: Elite Force II».
Тэглайн: Установи фазеры в режим «фраг».

## Обзор
Сюжет основан на фантастическом телесериале «Звёздный путь: Вояджер». Игрок принимает роль энсина Александра или Александрии (в любом случае, «Алекс») Мунро как член элитного отряда безопасности — Команды опасности (англ. Hazard Team). Когда звездолёт «Вояджер» застревает в загадочном кладбище кораблей, задача спасения корабля падает на плечи Мунро. Он/она встретит представителей многих рас вселенной «Звёздного пути», включая боргов, людей из Земной империи (Terran Empire), клингонов, хироджинов и вид 8472, а также многих рас, эксклюзивных для игры. Кроме битв с инопланетянами, Мунро также должен(-на) завершать задания по всему кораблю, например останавливать перегрузку реактора и помогать с ремонтом корабля.
Между стандартными перестрелками «Elite Force» содержит также большое количество генерированных видеороликов для продвижения сюжета.
Большинство основных персонажей было озвучено актёрами из сериала. Джери Райан изначально не озвучила Семь-из-девяти, но позже патч и дополнение добавили голос актрисы. По-видимому, продюсеру «Вояджера» Брэннону Браге так понравилась игра, что он убедил Райан озвучить своего персонажа.
Хотя игроку даётся выбор пола персонажа, в продолжении создатели предпочли оставить Мунро мужчиной для возможности добавления романтических отношений в игру. Так что мужской пол можно считать каноническим.

## Сюжет
Команда опасности и «модулятор бесконечности» (I-Mod), экспериментальное противоборговое оружие, были похищены боргами на задании, и лишь рядовому Мунро удаётся избежать поимки. Мунро удаётся заполучить оружие обратно, но встретившись с командой, он стреляет в контрольную панель, взрывая её и всех рядом. Оказывается, всё это происходило на голо-палубе, и было тренировочным заданием, которое Мунро провалил. Надзирателем над Командой опасности является лейтенант Тувок.
«Вояджер» затем оказывается под обстрелом загадочного корабля. Хотя корабль оказывается уничтожен в битве, он испускает энерго-волну, телепортирующую «Вояджер» в неизвестное место. Пока офицеры на мостике пытаются разобраться, где они, Мунро должен остановить перегрузку главного реактора.
Команду затем посылают на инопланетный корабль неподалёку. Вскоре на них начинают нападать большие летучие инопланетяне. Задание превращается в побег, но некоторые члены команды попадают в плен. Позже оказывается, что нападение было недоразумением: эфириане лишь пытались установить связь с командой. Получив информацию от эфириан, команда направляется на так называемую космическую станцию, состоящую из частей кораблей, когда-то пойманных там: клингонских, имперских (Земная империя), мейлонских и хироджинских. Задание команды — собрать изодений, который поможет кораблю остановить потерю энергии на «Вояджере». Собрав образцы изодения, член команды Мёрфи попадает в плен членам станции. Мунро удаётся спасти её, но как раз когда их готовятся телепортировать оттуда, на команду нападают борги. Борги хватают лейтенанта Фостера и изодений и убивают энсина Латропа. Организуется новое задание, с участием Седьмой-из-девяти — возвращение изодения и, если возможно, спасение Фостера.
Используя I-Mod, команда путешествует по кубу и обнаруживает Фостера. Мунро спасает его, и его телепортируют на «Вояджер». Команда затем продолжает дальше, но их ловят борги, которые предлагают сделку: команда убивает представителя вида 8472, попавшего на куб, а борги оставляют их живыми и отдают изодений. Хотя команда завершает свою часть сделки, борги, как и следовало ожидать, собираются ассимилировать команду. Член команды Чэнь взрывает заранее установленную взрывчатку, и команда убегает. Также, если игроку не удаётся спасти Фостера, то он становится дроном и позже погибает. В любом случае, дальше в игре он не появляется.
Хотя изодений возвращён на «Вояджер», команде не дают времени на отдых — другой корабль собирается напасть на них. Чтобы остановить его, команда внедряется в старый дредноут и использует корабельную пушку, чтобы обезвредить корабль. К тому времени корабль уже пристыковался к «Вояджеру» и высадил десант, так что команде надо лететь обратно и остановить инопланетян. Используя вражеский корабль в роли Троянского коня, команда пробирается на станцию, которая и удерживает все корабли, под названием Кузня. Понимая, что инопланетяне готовятся создать ещё одну Кузню, Мунро нарушает приказ, чтобы уничтожить станцию. Финальным боссом является лидер станции — паукообразный Ворсот. Убив его, Мунро телепортируется на «Вояджер», а Кузня взрывается, освобождая все корабли. «Вояджер» берёт курс на Землю, продолжая свой долгий полёт.

## Голоматч
Битвы мультиплейера происходят на голопалубе. Также можно создавать ботов. В игре есть различные типы игр, включая deathmatch, team deathmatch и захват флага.

## Разработка
Компания Activision приобрела у Viacom право издавать видеоигры о Star Trek в сентябре 1998 года. Компания Viacom покинула игровую индустрию, а лицензионное соглашение позволило Activision владеть правами на серию игр о Star Trek в течение 10 лет. Вскоре после этого компания объявила о будущем появлении игры Elite Force и других игр из серии Star Trek. Игру разработала компания Raven Software, работавшая также над такими шутерами от первого лица, как Heretic и Soldier of Fortune. При разработке Elite Force использовались технологии id Software. Elite Force — одна из первых игр, в которой использовался id Tech 3, игровой движок, который «дебютировал» в игре Quake III: Arena. В конце 1999 — начале 2000 года Raven опубликовала скриншоты из игры и затронула некоторые её аспекты, а Activision указала дату возможного релиза игры (этой датой стал второй квартал 2000 года). Activision продемонстрировала Elite Force на выставке Electronic Entertainment Expo в мае 2000 года, помимо неё, на выставке оказались игры Away Team и Bridge Commander. После Electronic Entertainment Expo компания опубликовала вымышленные биографии некоторых из персонажей игры: эти биографии публиковались, чтобы рекламировать игру. 29 августа 2000 года Activision объявила, что Raven Software закончила разработку Elite Force, утверждалось, что игра выйдет позже, в сентябре. Elite Force вышла 20 сентября 2000 года. После релиза игры Raven продолжала её поддерживать: появлялись патчи и дополнительный контент в многопользовательском режиме.
В июньском интервью Брайан Раффел утверждал, что одна из целей игры — сделать так, чтобы игроки «почувствовали себя частью эпизода Voyager». Поэтому Elite Force использует скриптовые сцены, чтобы взаимодействовать с неигровыми персонажами, рассказывать игроку о сюжете и погрузить игрока в сеттинг игры. По словам разработчиков, использовать скриптовые сцены таким образом их вдохновила игра Half-Life, шутер от первого лица компании Valve Corporation. Тем не менее, в отличие от Half-Life, игрок может влиять на события, которые происходят во время скриптовых сцен, его действия могут привести к увечью или к смерти других персонажей, последствия могут наступить как моментально, так и через некоторое время. Для игры создано более 50 кат-сцен, помимо этого, некоторые изображения сгенерированы компьютером. Кроме этого, были воссозданы значительные части сериала «Звёздный путь: Вояджер».

## Оценки
| Сводный рейтинг    | Сводный рейтинг | Сводный рейтинг |
| Издание            | Оценка          | Оценка          |
| Издание            | PC              | PS2             |
| ------------------ | --------------- | --------------- |
| GameRankings       | 85,65 %         | 53,52 %         |
| Metacritic         | 86/100          | 52/100          |
| Иноязычные издания |                 |                 |
| Издание            | Оценка          | Оценка          |
| Издание            | PC              | PS2             |
| Eurogamer          | 8/10            |                 |
| GamePro            | [ 19 ]          |                 |
| GameRevolution     | B+              | D+              |
| GameSpot           | 8,6/10          | 6,2/10          |
| GameSpy            | 91 %            |                 |
| IGN                | 8,6/10          | 6/10            |
| Next Generation    |                 | [ 27 ]          |
| PC Gamer (UK)      | 93%             |                 |

| Сводный рейтинг | Сводный рейтинг |
| Агрегатор       | Оценка          |
| --------------- | --------------- |
| GameRankings    | 59,40 %         |

## Комментарии
1. ↑  Дата интервью — июнь 2000 года. Интервью опубликовал IGN.